# Јуналаклит (Аљаска)
Јуналаклит (енгл. Unalakleet) град је у америчкој савезној држави Аљаска.

## Демографија
По попису из 2010. године број становника је 688, што је 59 (-7,9%) становника мање него 2000. године.
| Група                 | 2000.       | 2010.       |
| Амерички староседеоци | 637 (85,3%) | 532 (77,3%) |
| Белци                 | 88 (11,8%)  | 98 (14,2%)  |
| Афроамериканци        | 2 (0,3%)    | 4 (0,6%)    |
| Азијати               | 0 (0,0%)    | 4 (0,6%)    |
| Хиспаноамериканци     | 2 (0,3%)    | 7 (1,0%)    |
| Укупно                | 747         | 688         |